# ابرونامو
ابرونامو (به لاتین: Abronamoué) در ساحل عاج است که در moyen-comoé واقع شده‌است.